# Суба
Суба — народ, проживающий на юго-западной территории Кении и в Танзании. Численность составляет приблизительно 180 тыс.чел. Самоназвание народа басуба. Народ относится к народам Банту. Родным языком субы, является икисуба. Ныне большая часть представителей народа исповедуют католицизм. Представителями народа заселены 2 острова в озере Виктория — Русинга и Мфангано, и считается последним племенем поселившимся в Кении. Язык племени находится под сильным влиянием ближайшего народа луо вплоть до языкового сдвига, имевшего место среди значительной части суба, проживающих на материке. В результате этого их язык занесён в Красную книгу как находящийся под угрозой исчезновения. Несмотря на этот языковой сдвиг, суба сохранили свою обособленную этническую индивидуальность.
В округе Тариме в области Мара Танзании также есть люди, называющие себя суба, но неясно, являются ли они частью той же этнической группы. Язык их очень похож.
Первоначально племя суба мигрировало из Уганды через озеро Виктория и поселились на островах Русинга и Мфангано. Другие подгруппы мигрировали и поселились на берегах этого же озера в начале XVIII века. Поселившиеся на островах добавили к своему названию слово «chula», что означает «островные люди». Другие же назвали себя Fangano. Народность суба, расселившаяся по всему берегу, называет себя Uregi, Gwassi и Kaksingri. Последние живут в маленькой рыбацкой деревушке, называющейся Мбита, и они близко родственны к Uregi, живущими в Uregi Hills. Другая подгруппа суба — это народность Gwasii, живущие в одноимённом нагорье. Они являются самой многочисленной группой племени суба, живущих рядом с озером. Сегодня многие жители островов и нагорья по-прежнему сохраняют диалект суба, который тесно связан с языком луганда, хотя во многом он сильней зависит от языка народа луо.

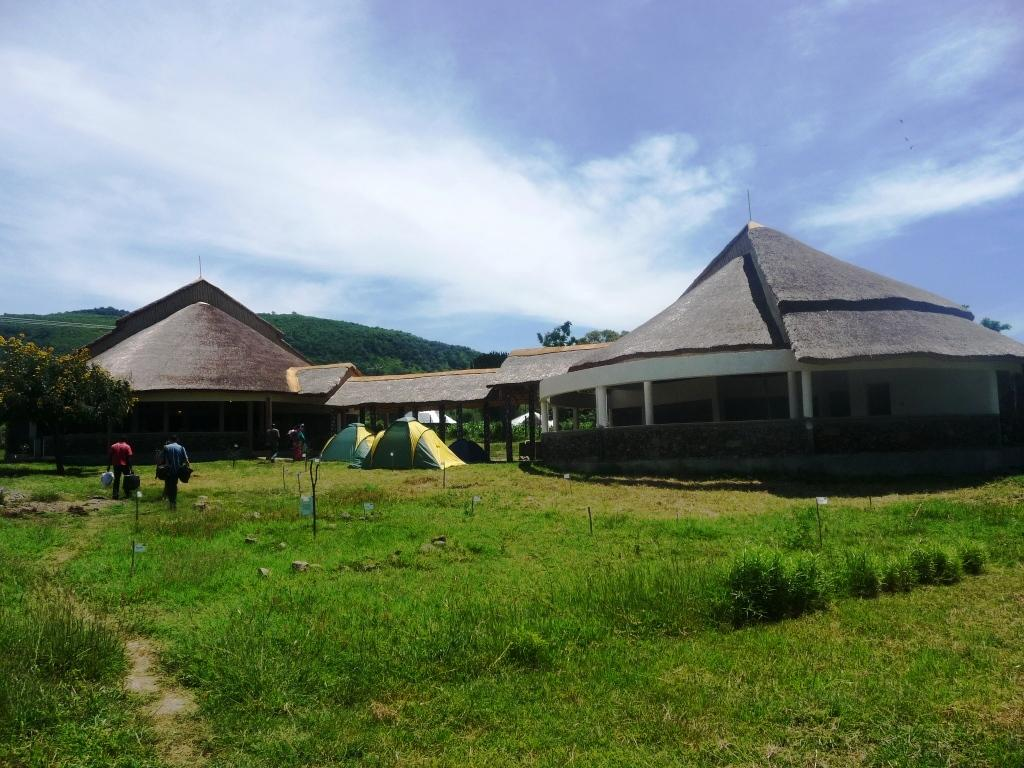
Музей культуры суба на Мфангано

Большинство суба живут на острове Мфангано. С 2013 года суба проводят на острове Русинга ежегодный культурный фестиваль Rusinga Festival в течение двух дней на предрождественской неделе в декабре. В 2018 году фестиваль посетило 8000 человек из 13 стран. На острове Мфангано находится Музей культуры суба и пещеры Маванга (Mawanga).